# Cinq Rues British Cemetery
Le cimetière « Cinq Rues British Cemetery » est un cimetière de la Première Guerre mondiale situé à Hazebrouck (Nord).

## Histoire
Ce cimetière a été utilisé principalement par le domaine des ambulances et unités de combat de la 29e division d'avril à août 1918 pour l'enterrement des victimes du Commonwealth de l'offensive allemande du printemps 1918.

### Galerie

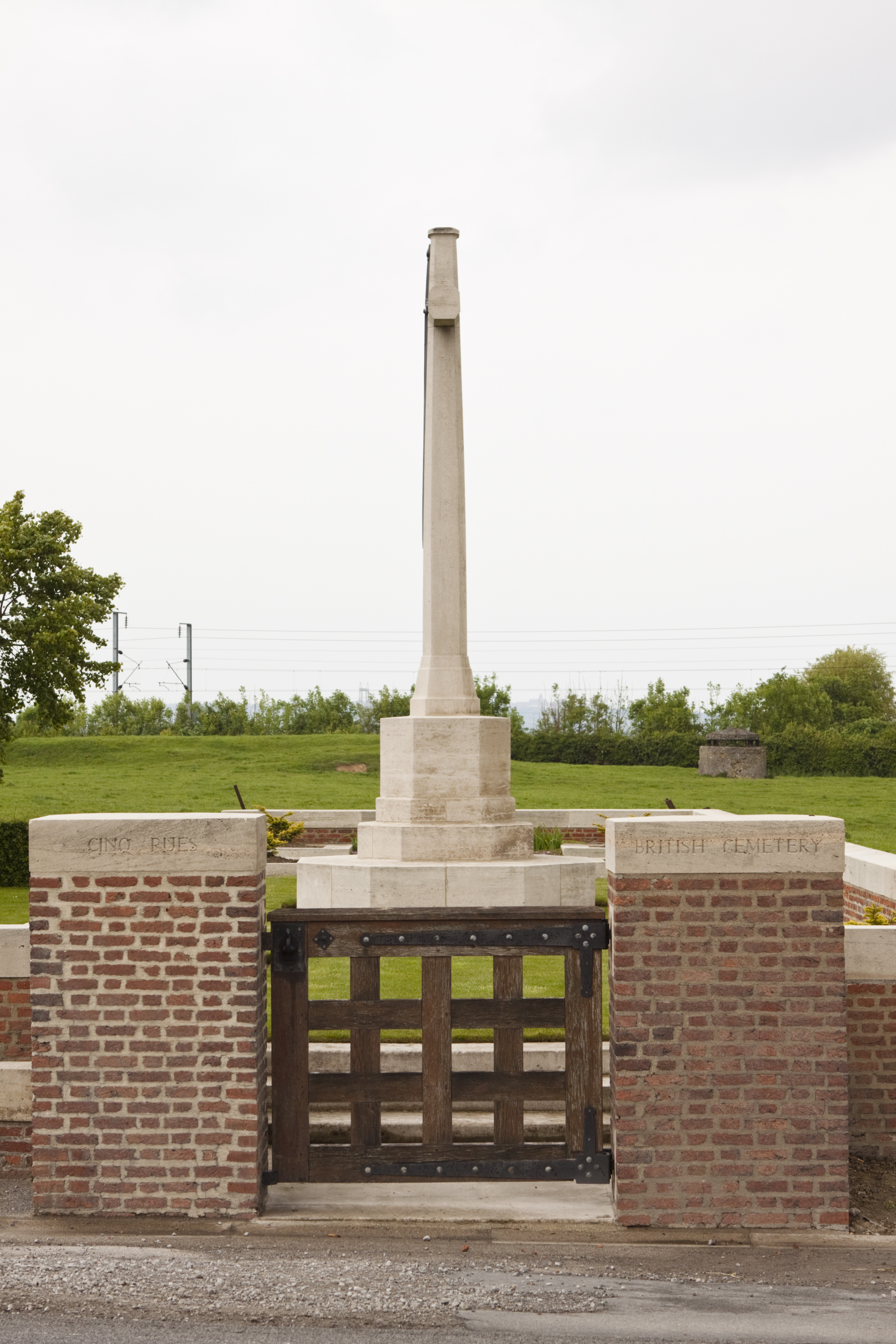
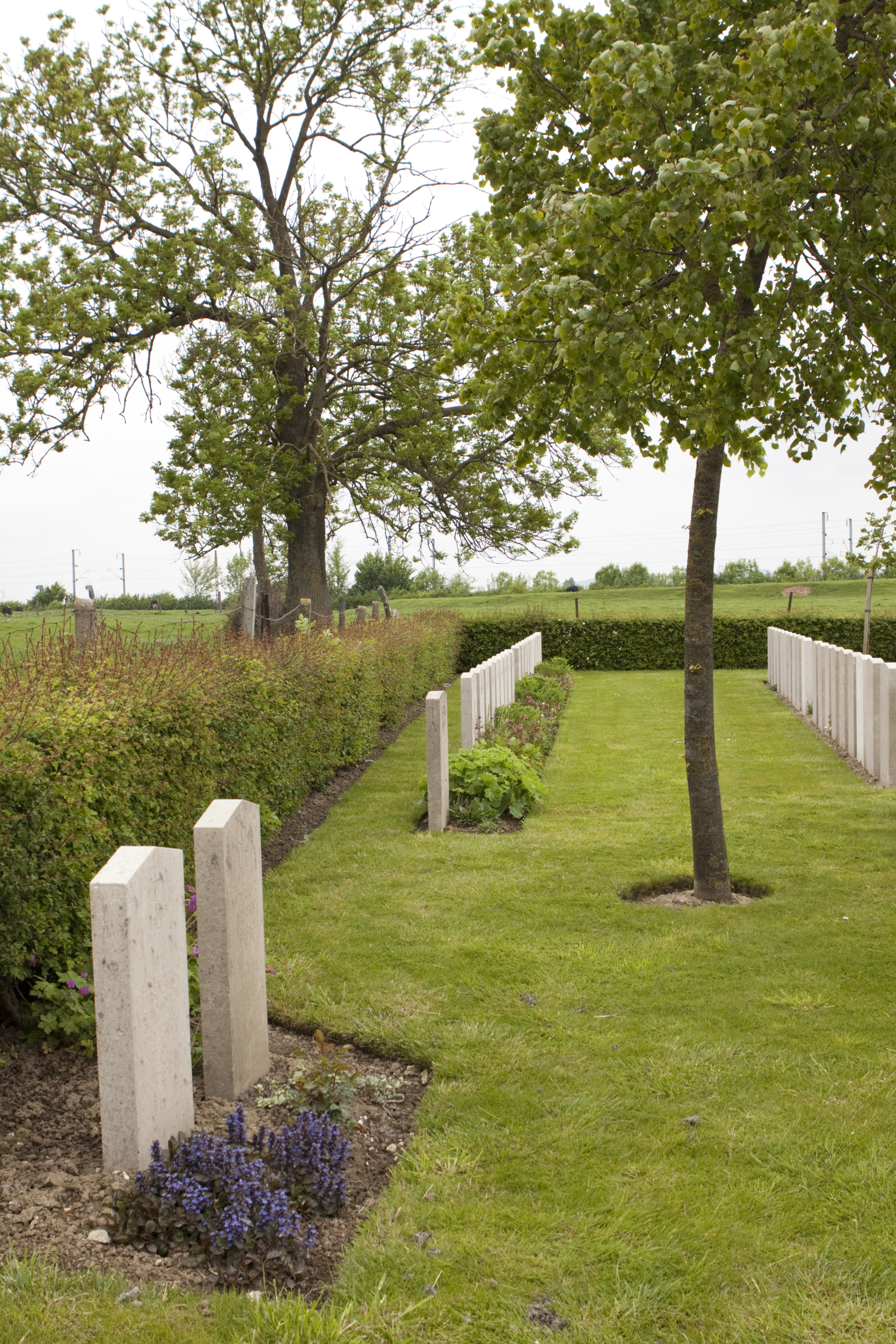
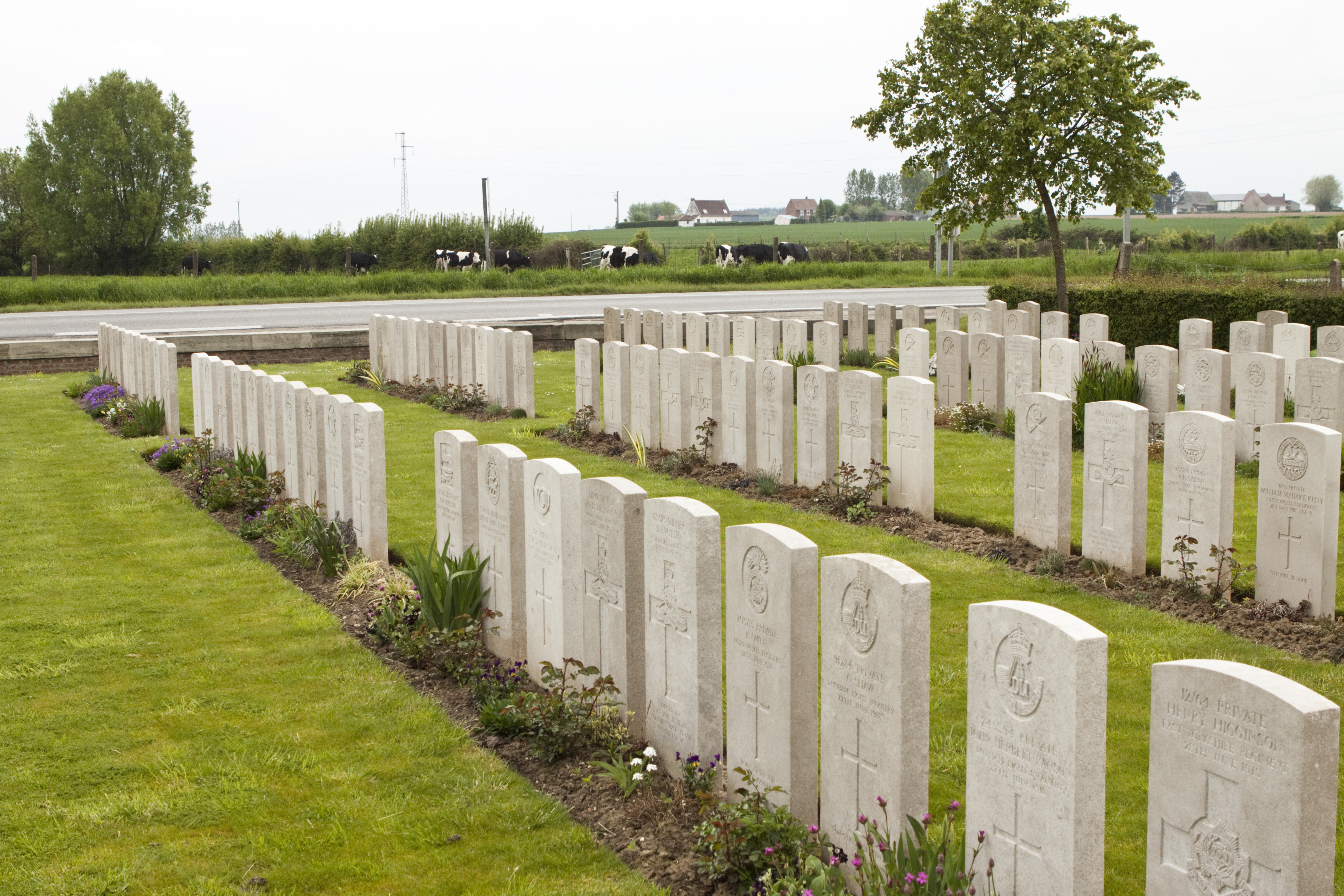
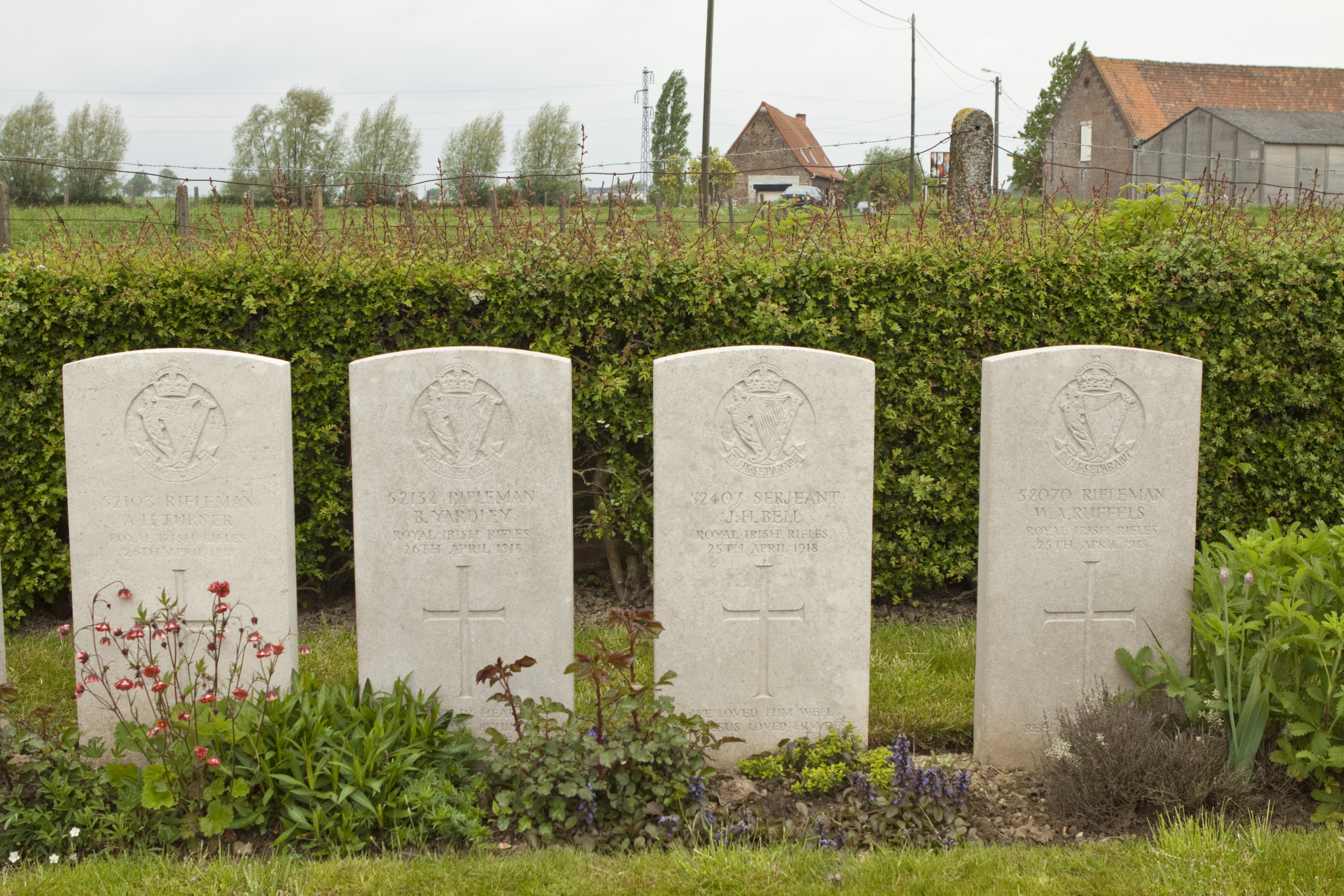

## Victimes
| Pays        | Victimes |
| ----------- | -------- |
| Royaume-Uni | 225      |
| Allemagne   | 2        |
| Total       | 227      |